# Jiří Kačer
Jiří Kačer (* 9. dubna 1952, Praha) je český sochař a restaurátor.

## Život
Jiří Kačer v letech 1967–1969 navštěvoval školu Uměleckých řemesel v Praze, obor štukatér. Ve druhé polovině 60. let tak měl příležitost poznat českou výtvarnou modernu a seznámit se s tvůrci Nové figurace. Poté studoval na Střední průmyslové škole kamenické a sochařské v Hořicích (1970–1974) u prof. R. Šrajbra. V Hořicích se setkával se sochami z předchozích sochařských sympozií instalovanými na vrchu Gothard a získal tu znalost práce s kamenem i základy postupů potřebných k restaurování soch, které využil i během studia na pražské Akademii.
Roku 1975 byl přijat na Akademii výtvarných umění v Praze do sochařského ateliéru Jiřího Bradáčka. Poměry na AVU v polovině 70. let těžce poznamenala normalizace a po dvou letech studia sochařství (K. Kolumek, J. Bradáček) Jiří Kačer raději přestoupil na obor restaurování kamenných plastik k prof. Antonínu Nyklovi. Zatuchlé poměry ve škole poskytovaly málo podnětů pro svobodnou tvorbu a pro studenty byl důležitý vzájemný kontakt mimo školu a celá neoficiální výtvarná scéna, návštěvy ateliérů a privátních výstav. Studia ukončil roku 1981 a v letech 1990–1994 působil na Akademii výtvarných umění jako odborný asistent.
Od roku 1981 do roku 1987 organizoval letní sochařská setkání v opukovém lomu v Přední Kopanině, po roce 1992 je pravidelným účastníkem sochařských sympozií doma i v zahraničí. Jiří Kačer žije a pracuje v Praze a v Hostivici.

### Členství ve spolcích
- 2004 Umělecká beseda

## Dílo

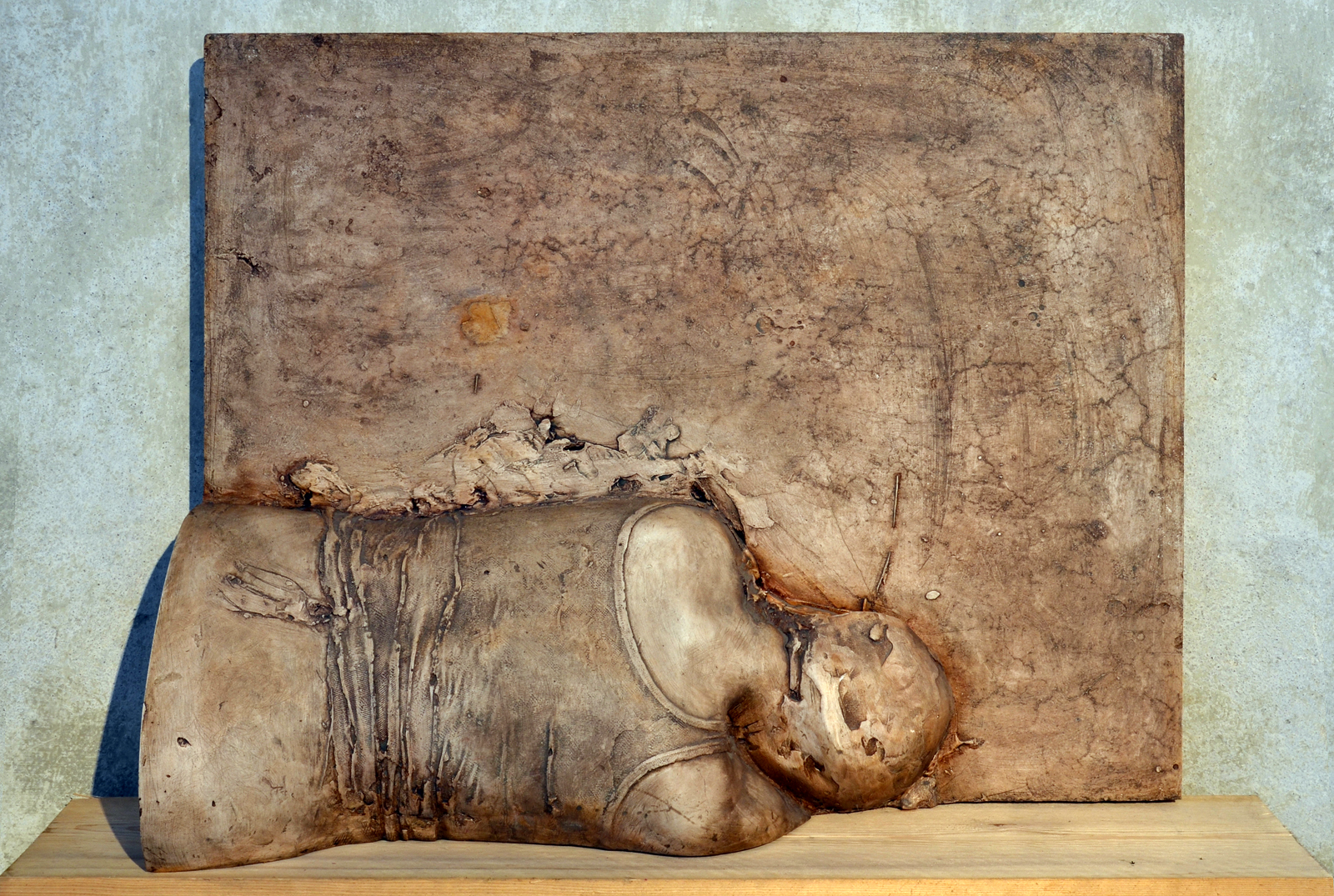
Jiří Kačer, Záda, patinovaná sádra,1982

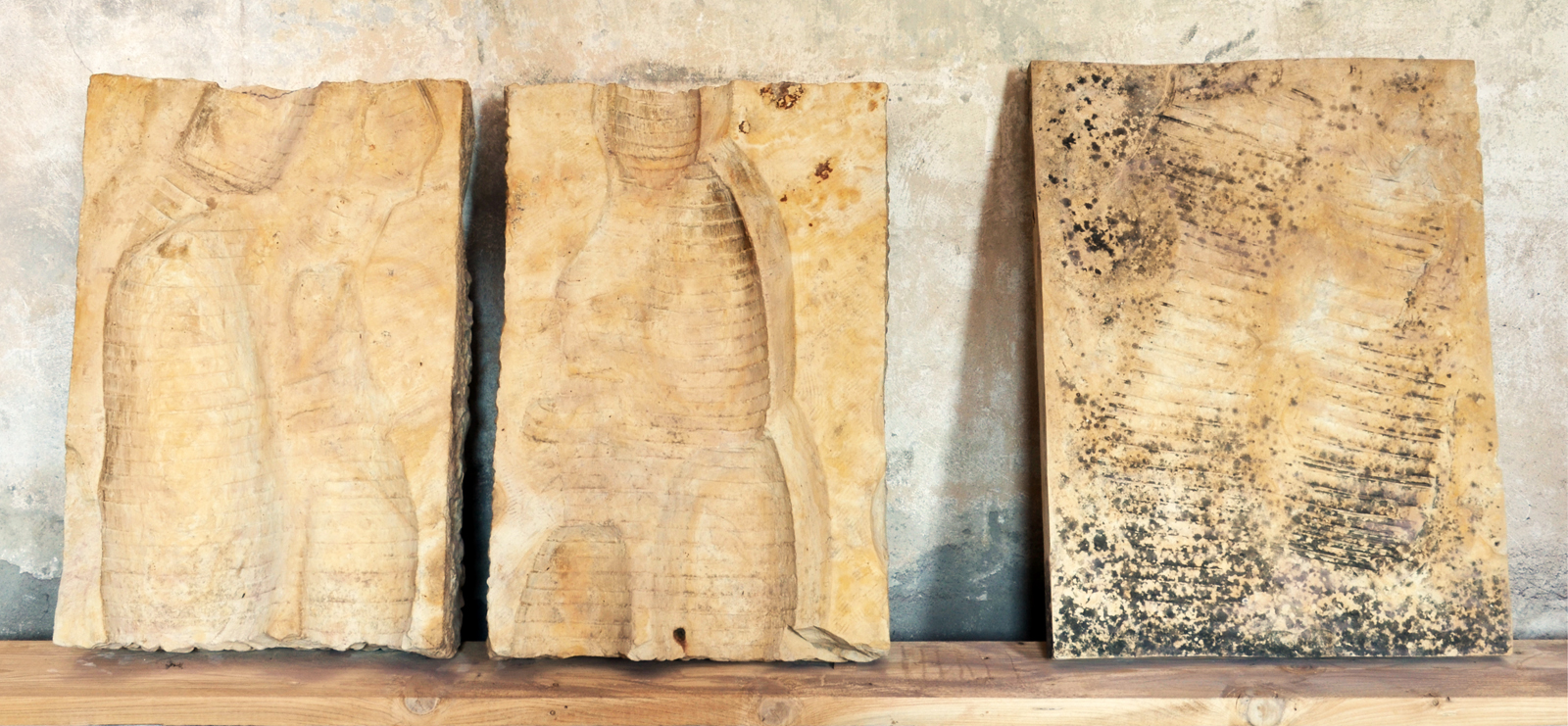
Jiří Kačer, Záda, opuka, 1983

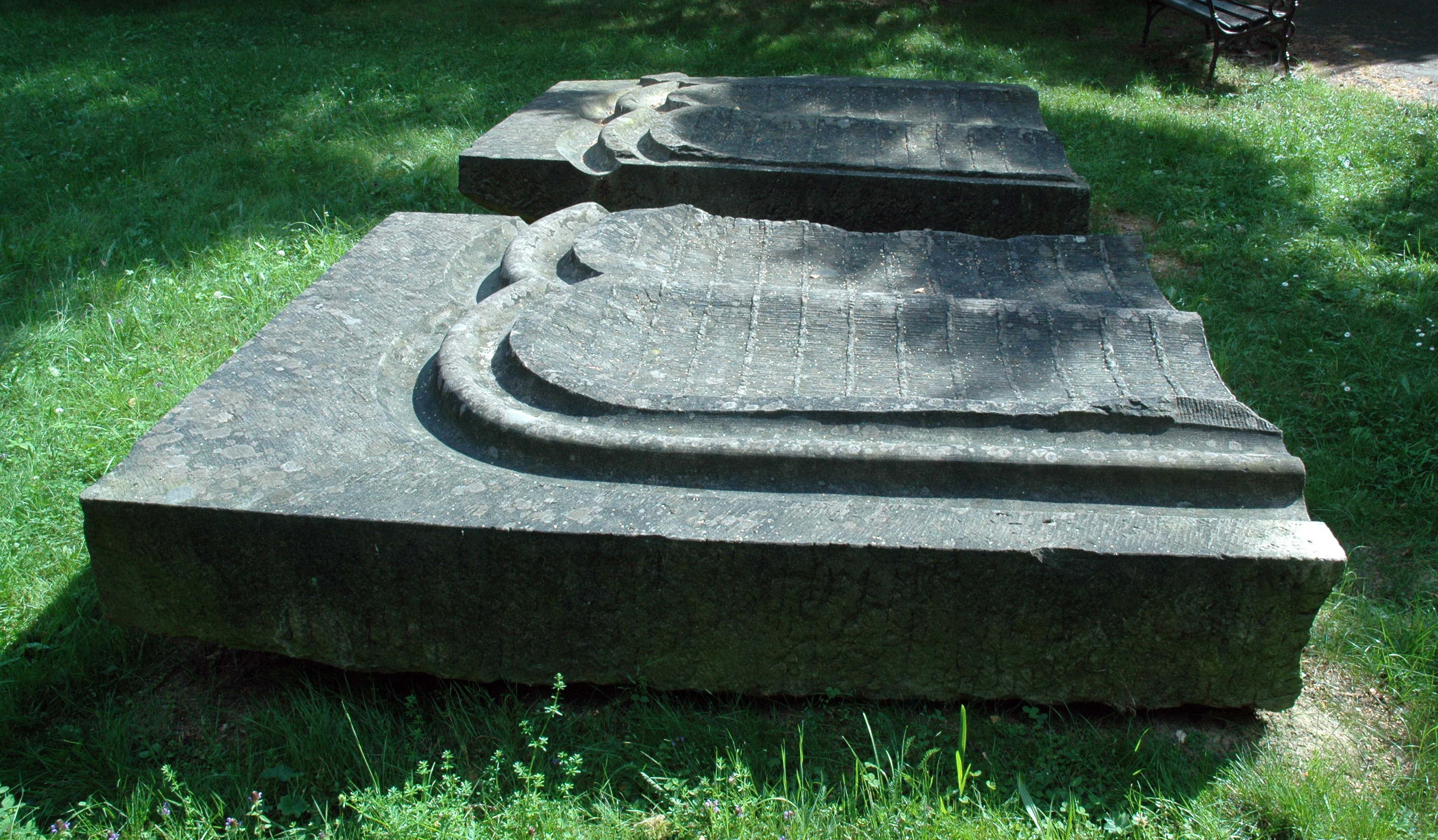
Jiří Kačer, Dva fragmenty (otisky), pískovec, Hořice (1993)

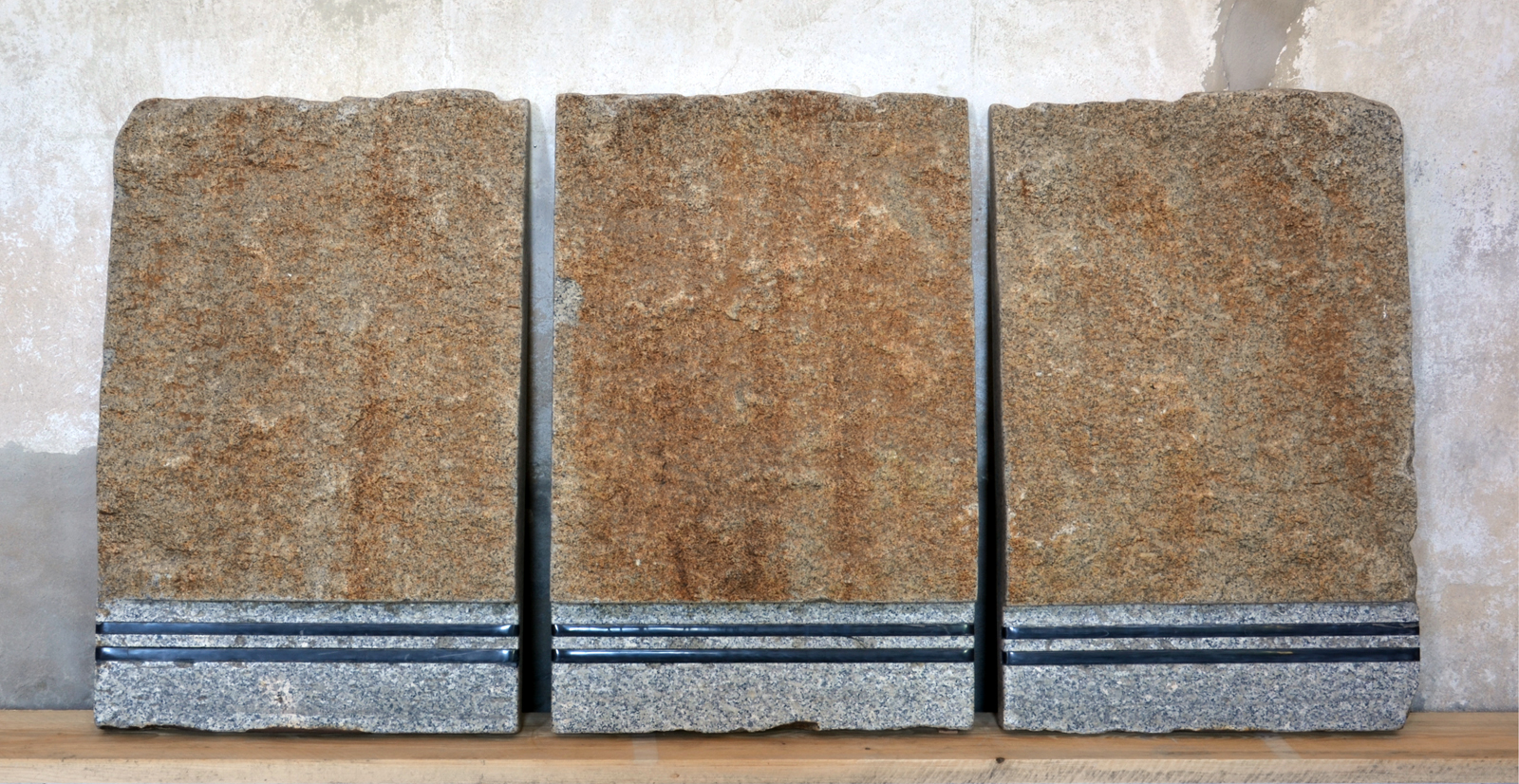
Jiří Kačer, Triptych, žula, turecký mramor, 1993

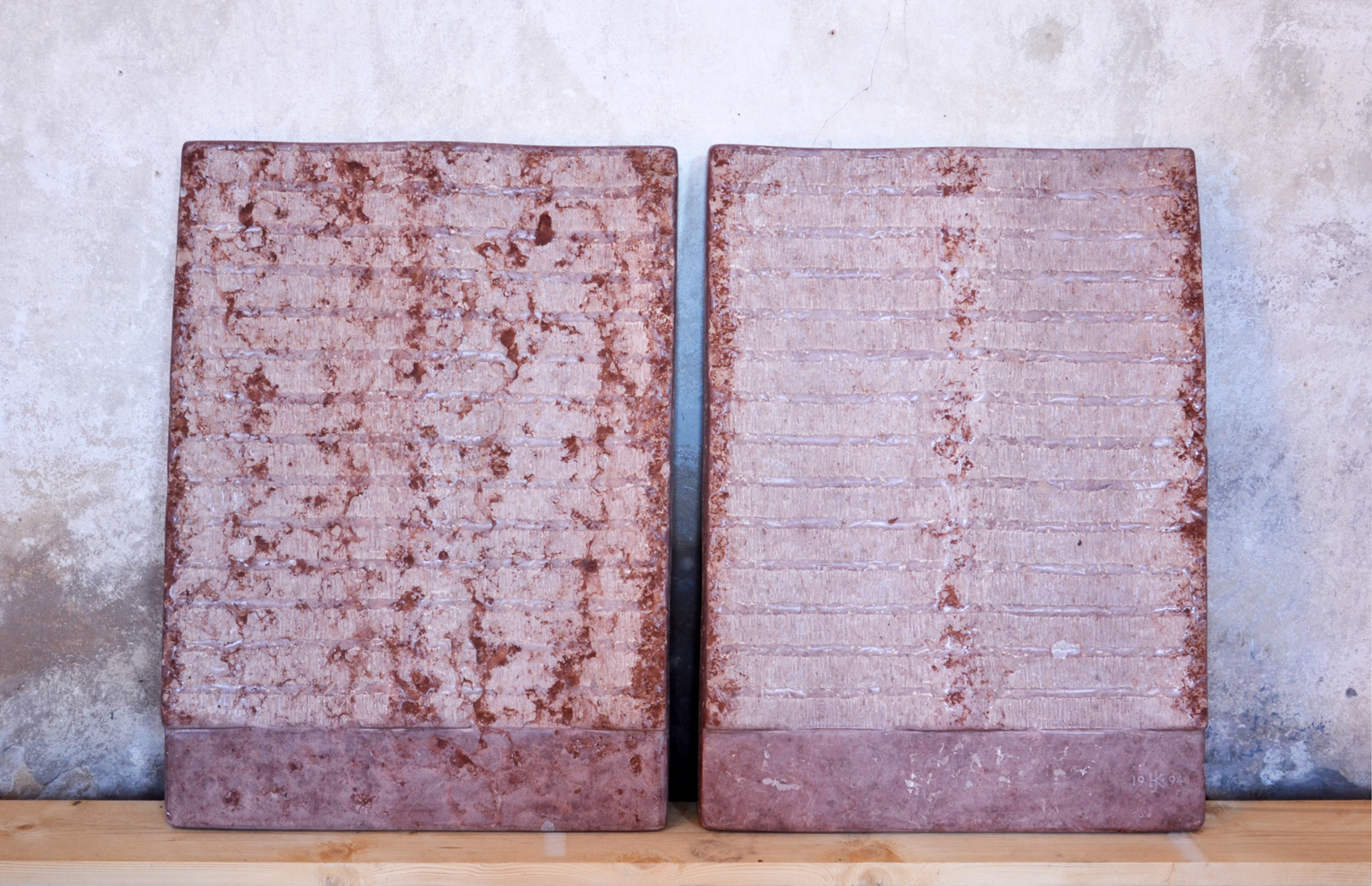
Jiří Kačer, Diptych, adnetský vápenec, 1994

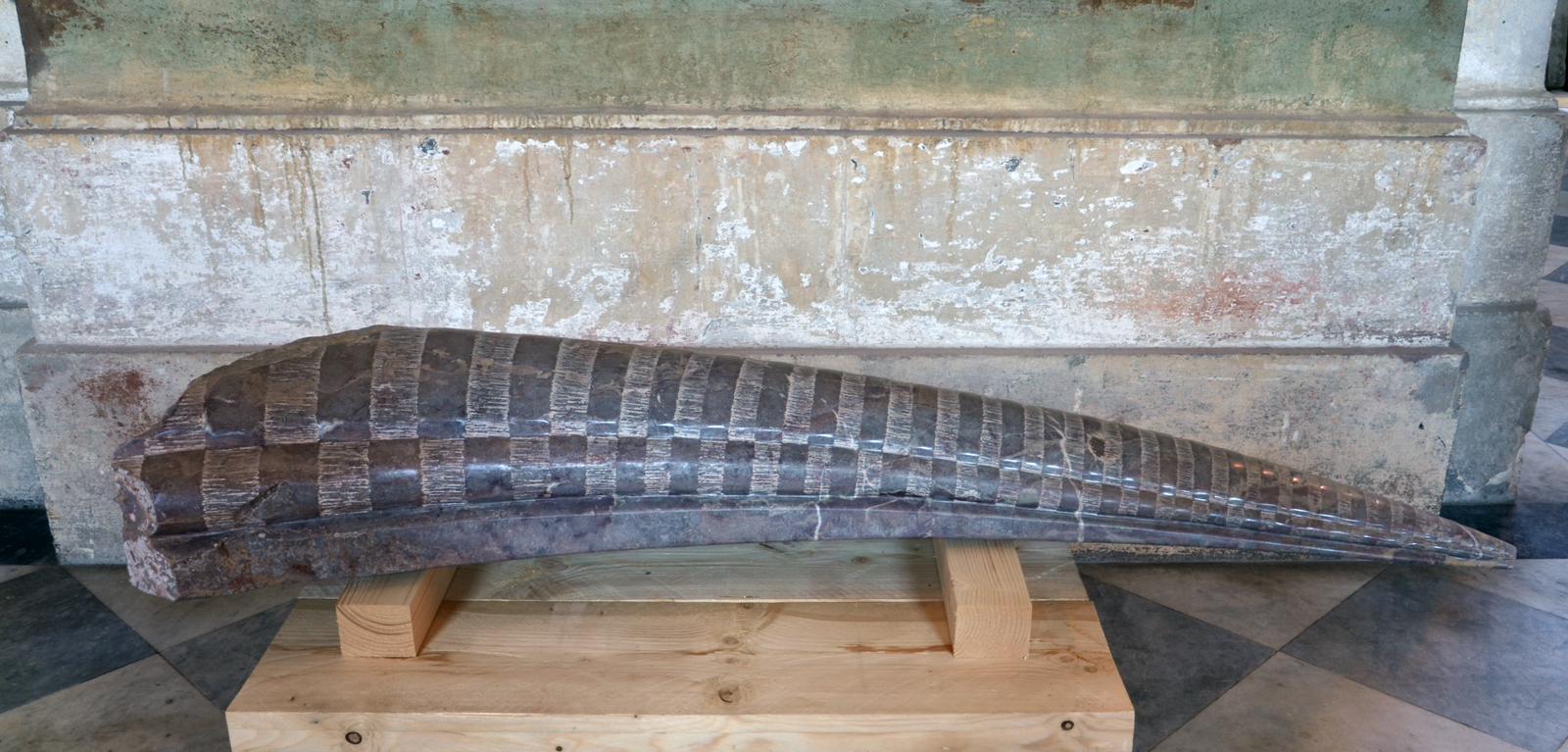
Jiří Kačer, Fragment, slivenecký mramor, 2001

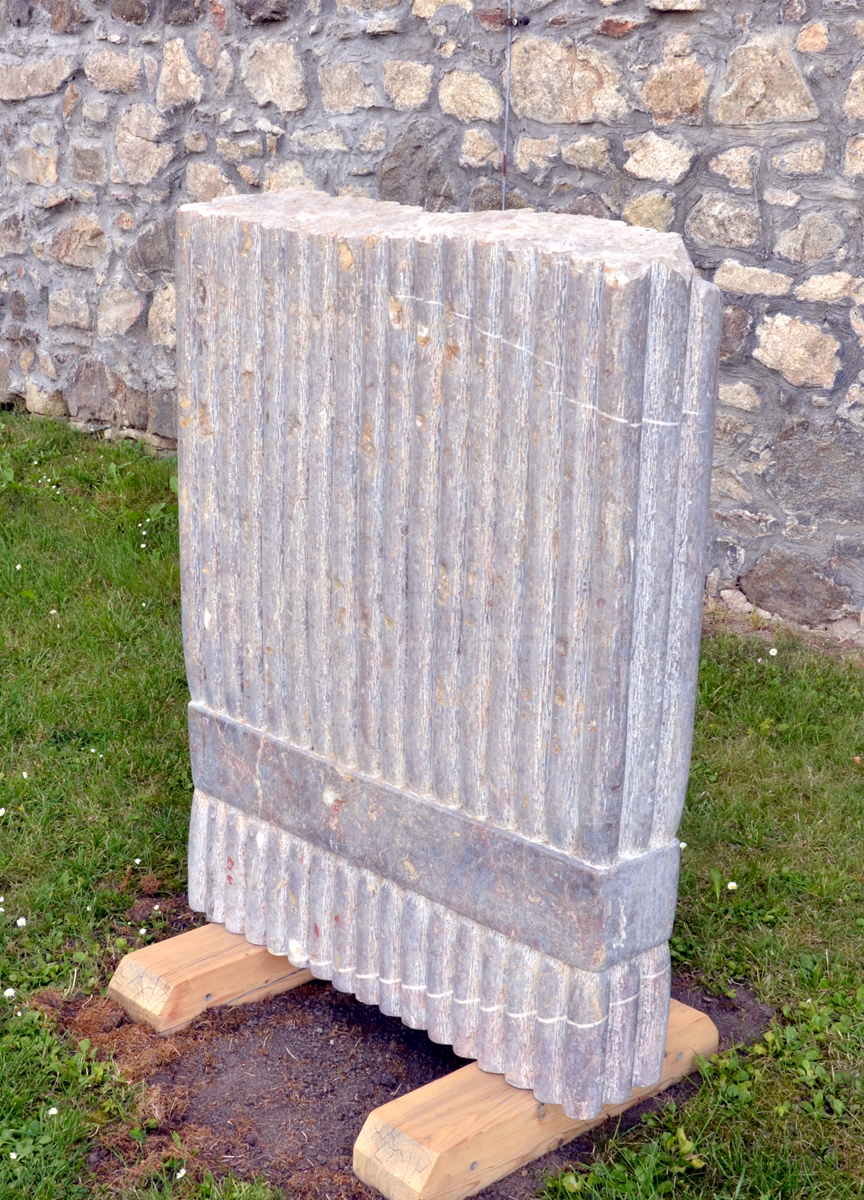
Jiří Kačer, Stéla, vápenec (2001)

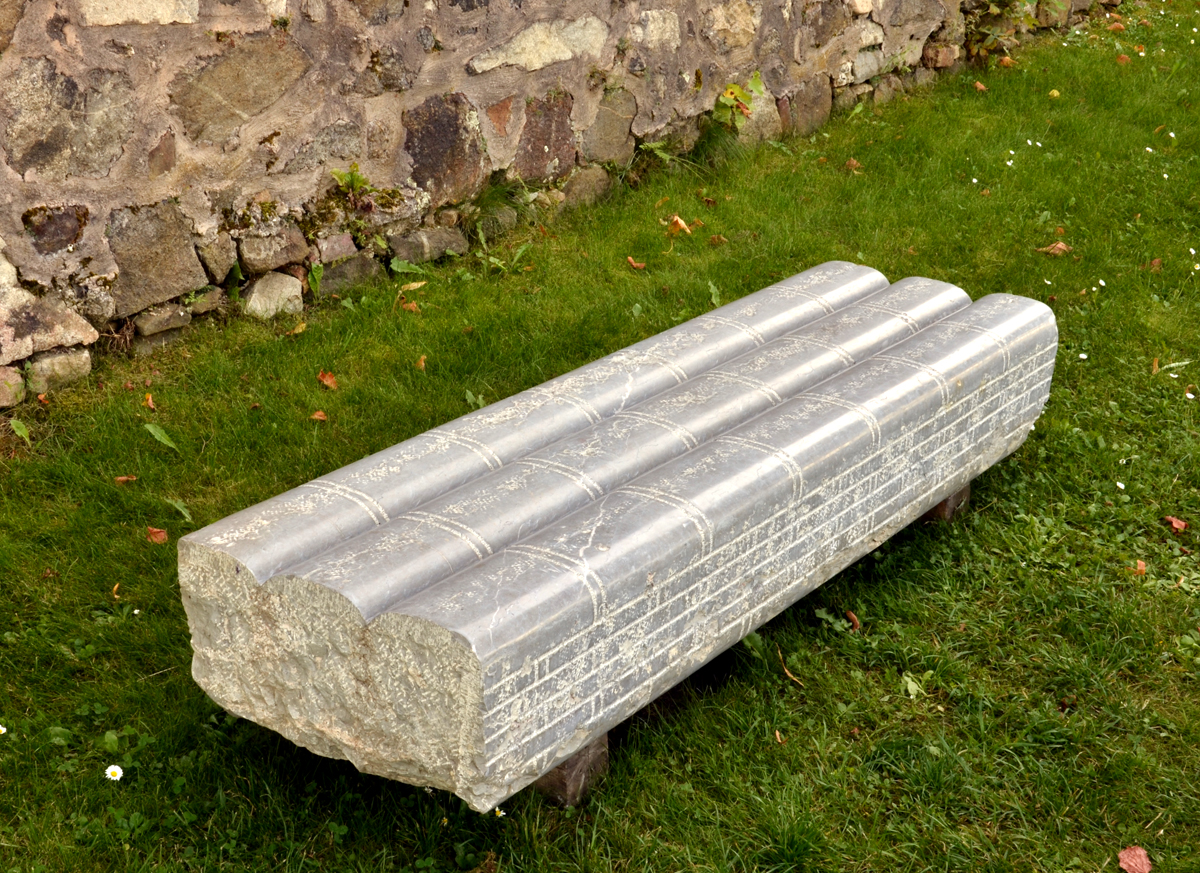
Jiří Kačer, Fragment, vápenec (2001)

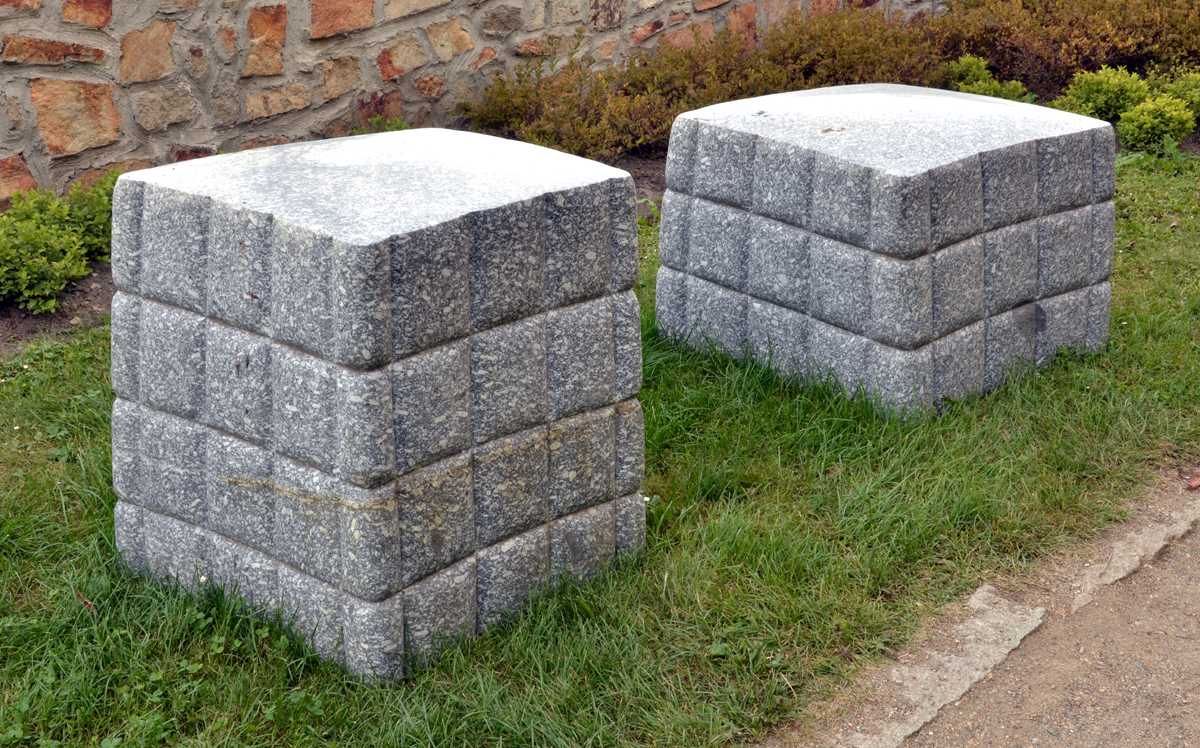
Jiří Kačer, Bloky, žula (2005)

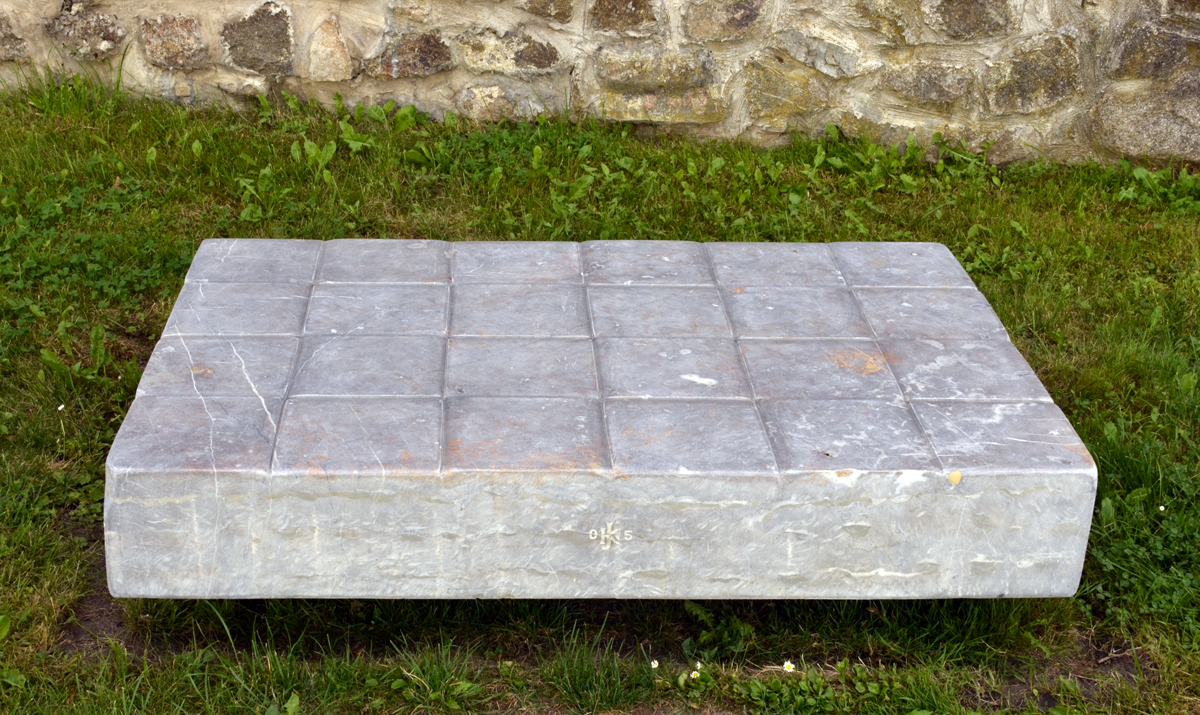
Jiří Kačer, Fragment, vápenec (2005)

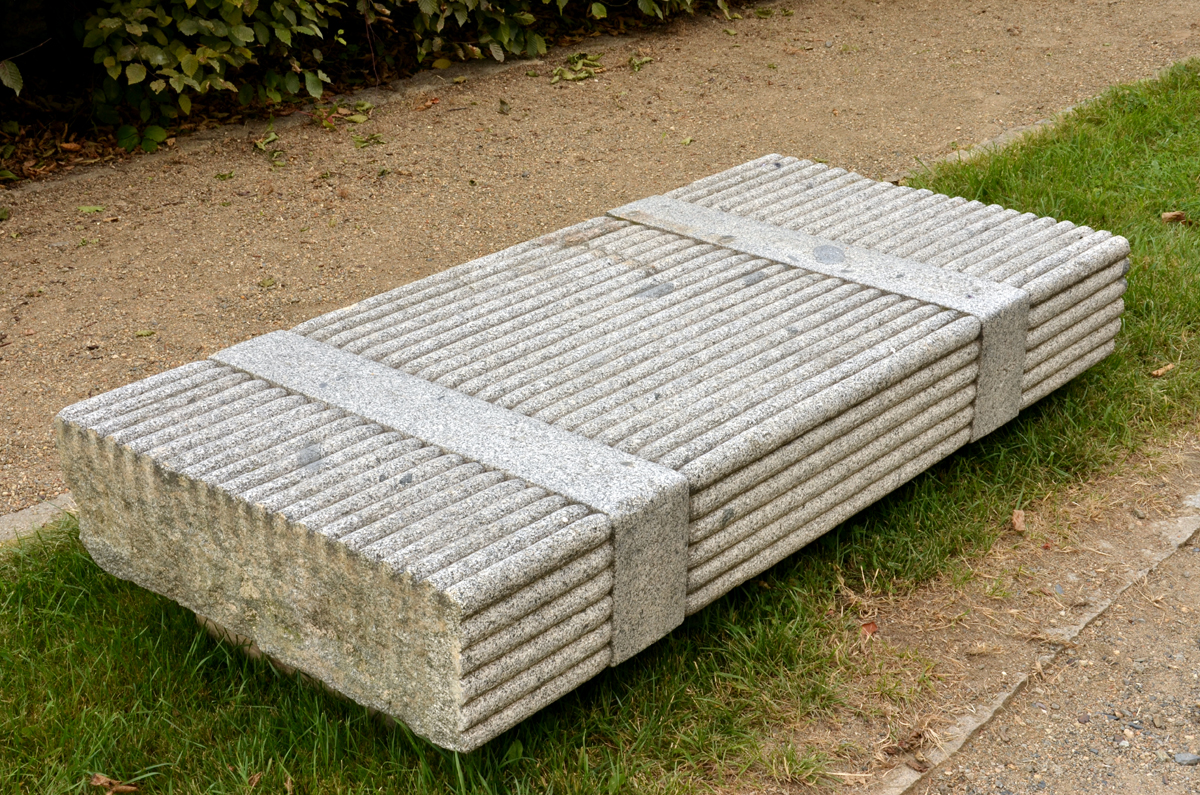
Jiří Kačer, Fragment, žula (2005)I

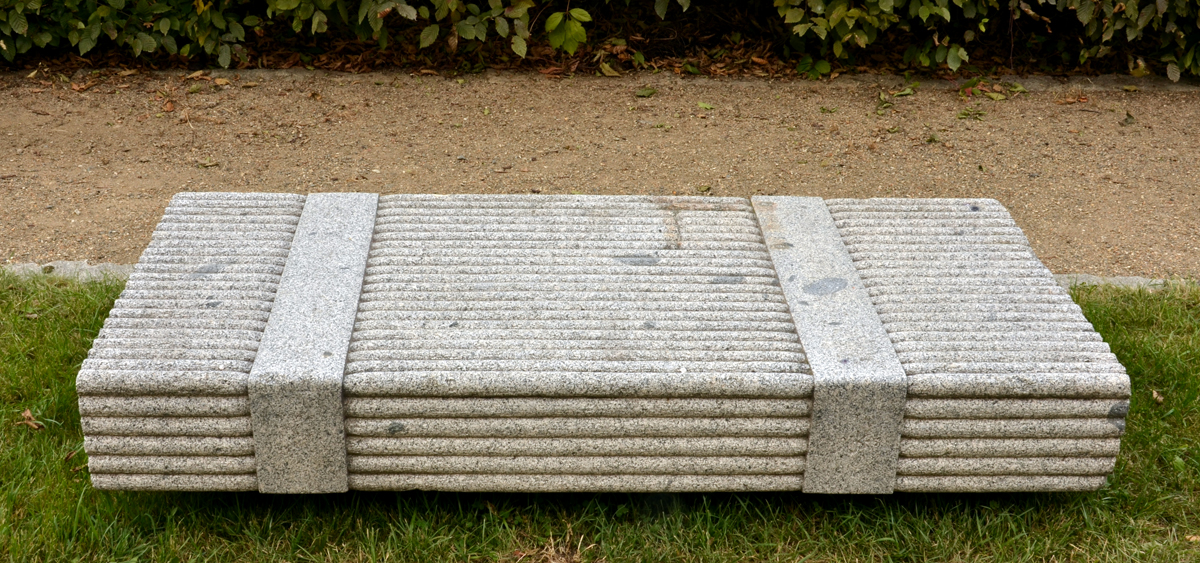
Jiří Kačer, Fragment, žula (2005)II

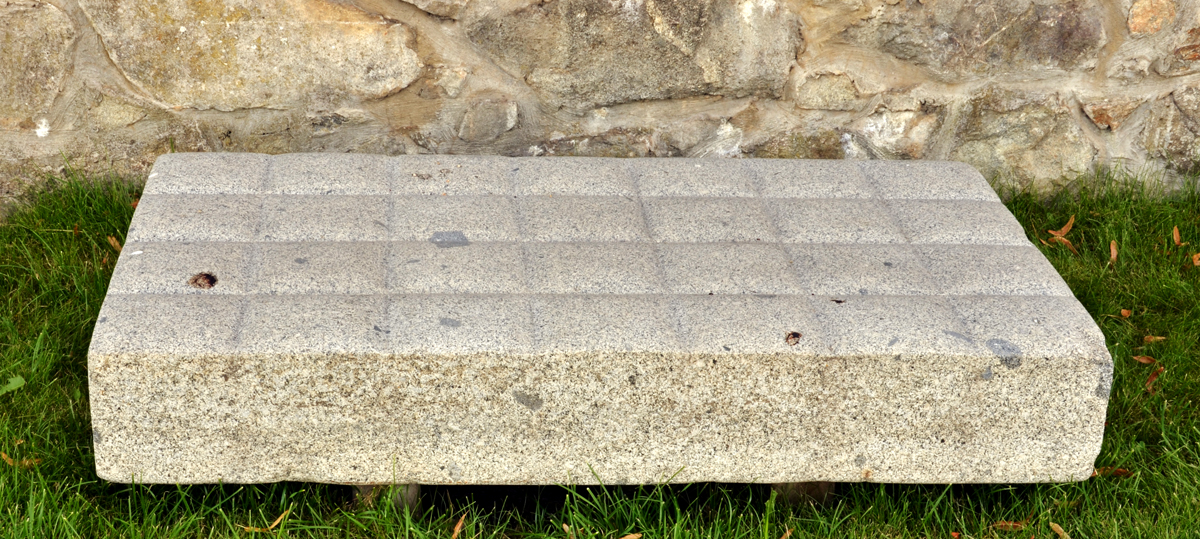
Jiří Kačer, Fragment, žula (2006)

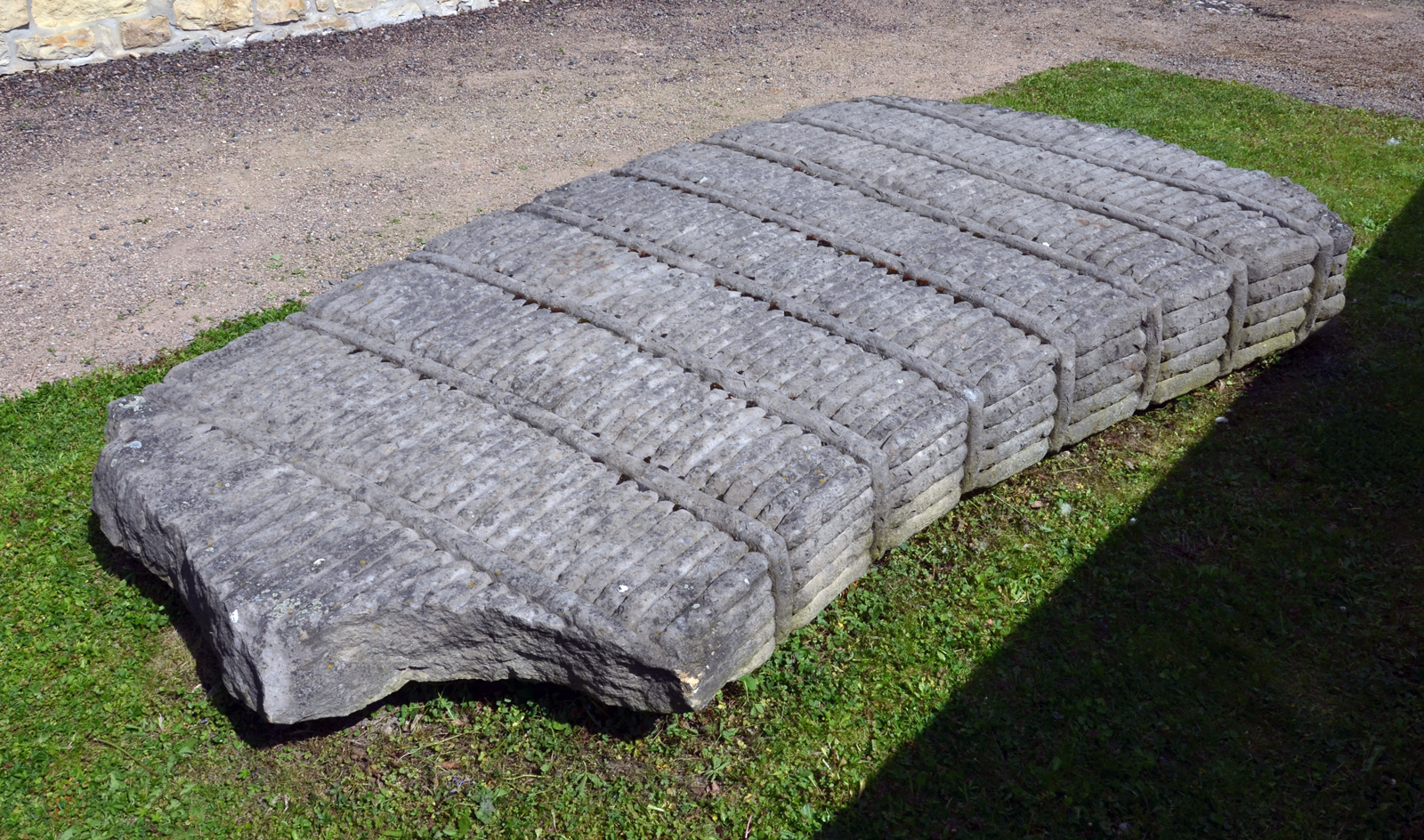
Jiří Kačer, Fragment, pískovec, 2006

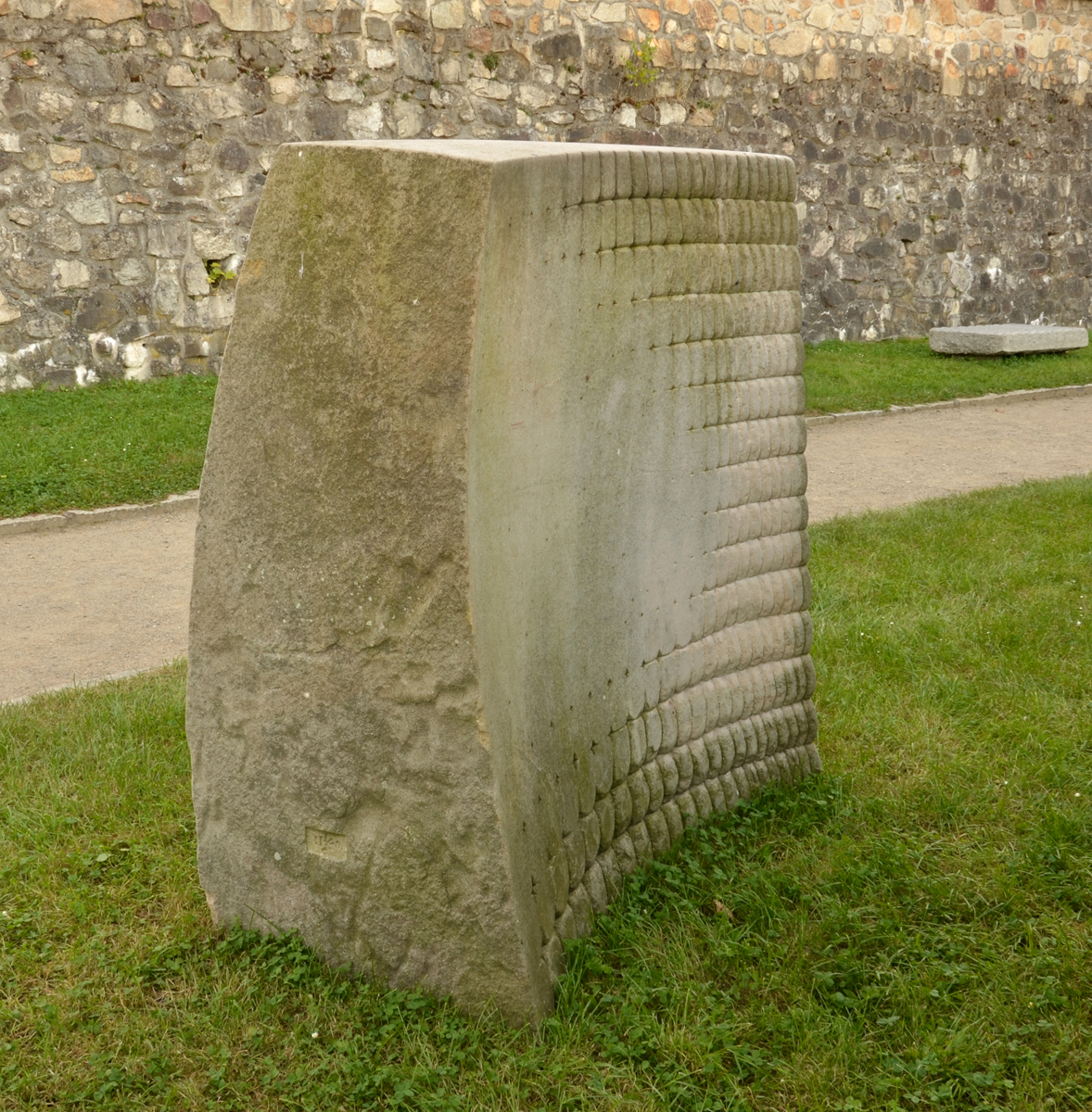
Jiří Kačer, Fragment, pískovec (2009)

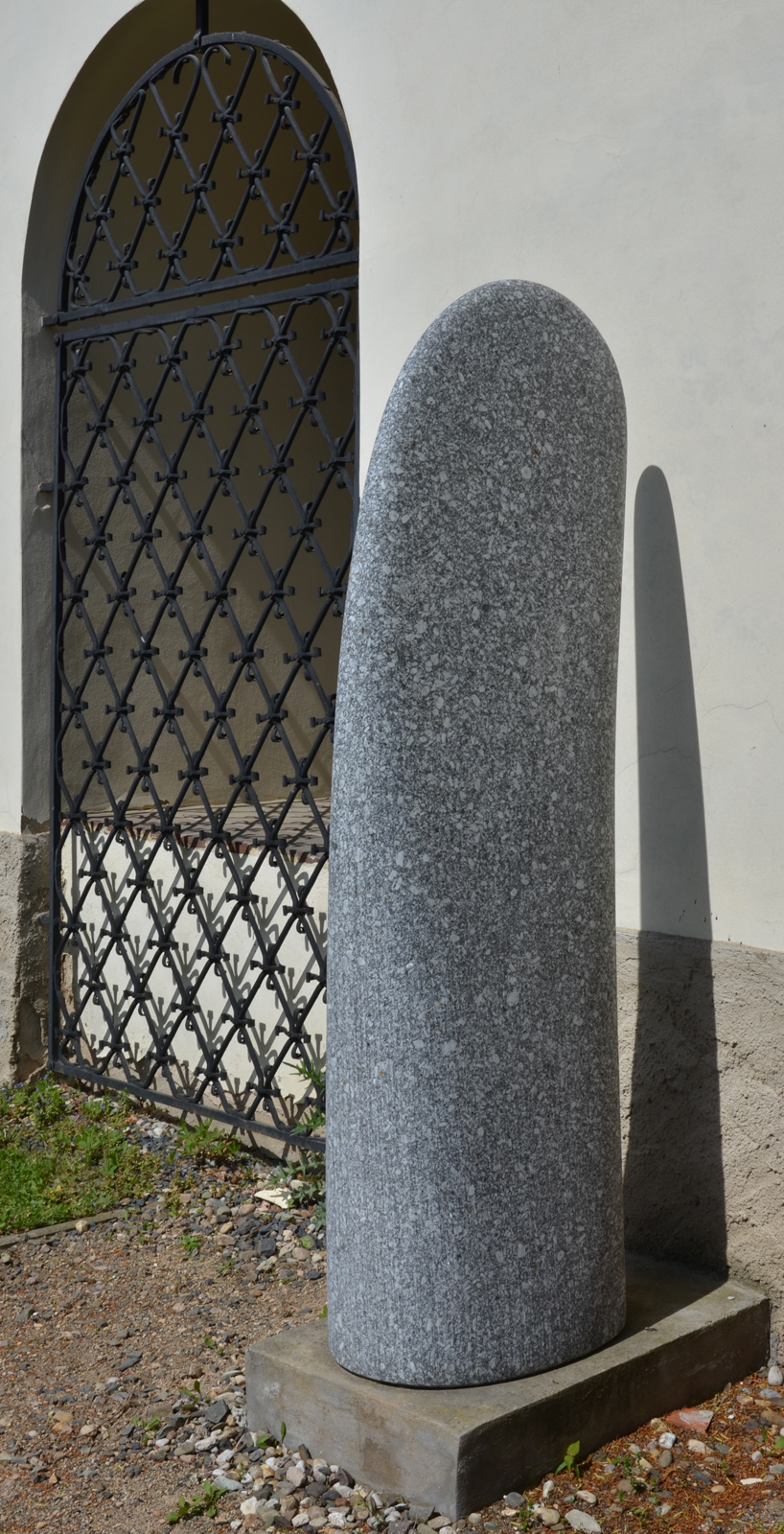
Jiří Kačer, Stéla, žula, 2008

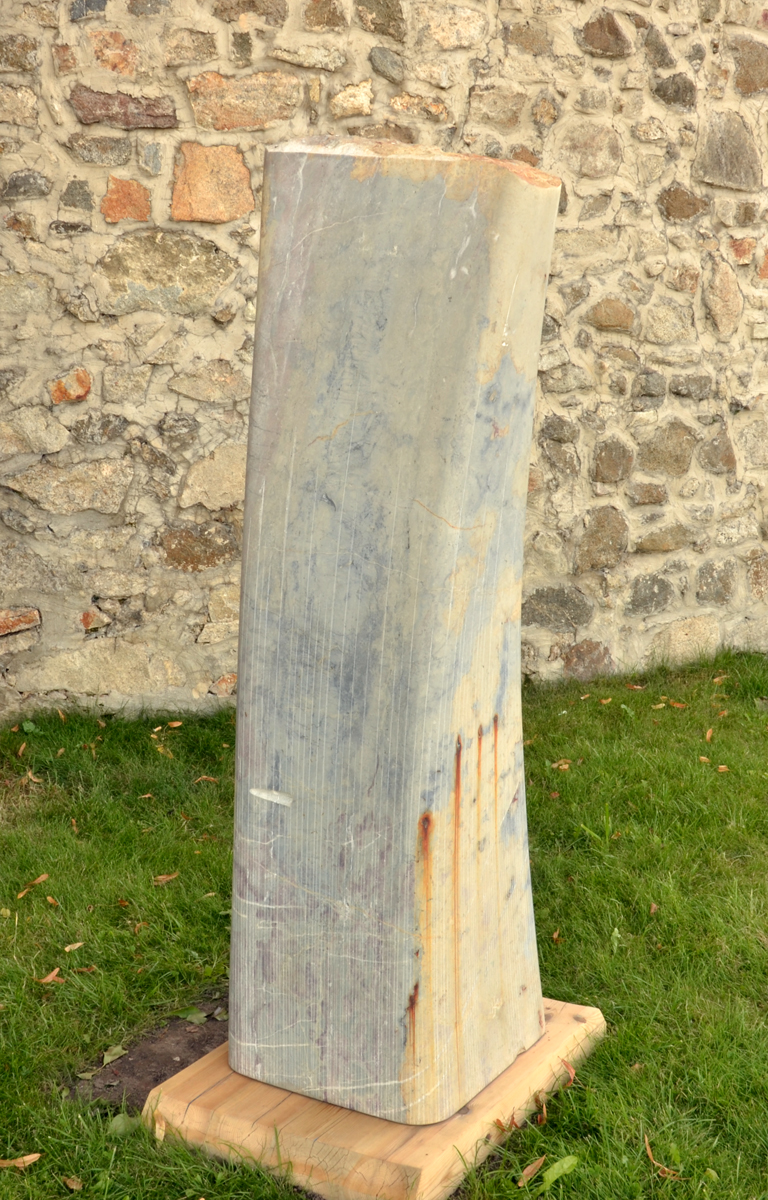
Jiří Kačer, Stéla, vápenec (2012)

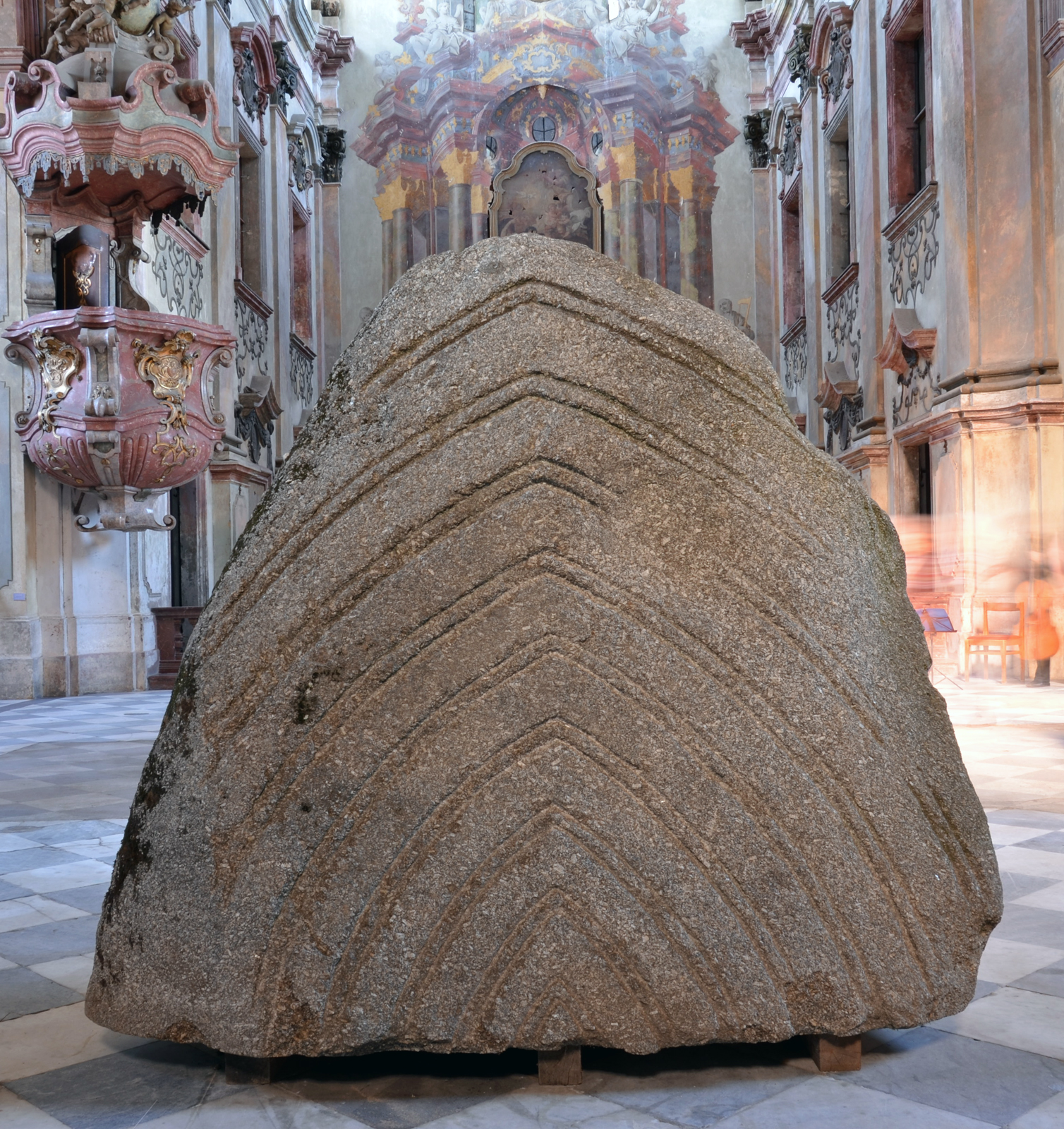
Jiří Kačer, Fragment (Portál), žula, 2012

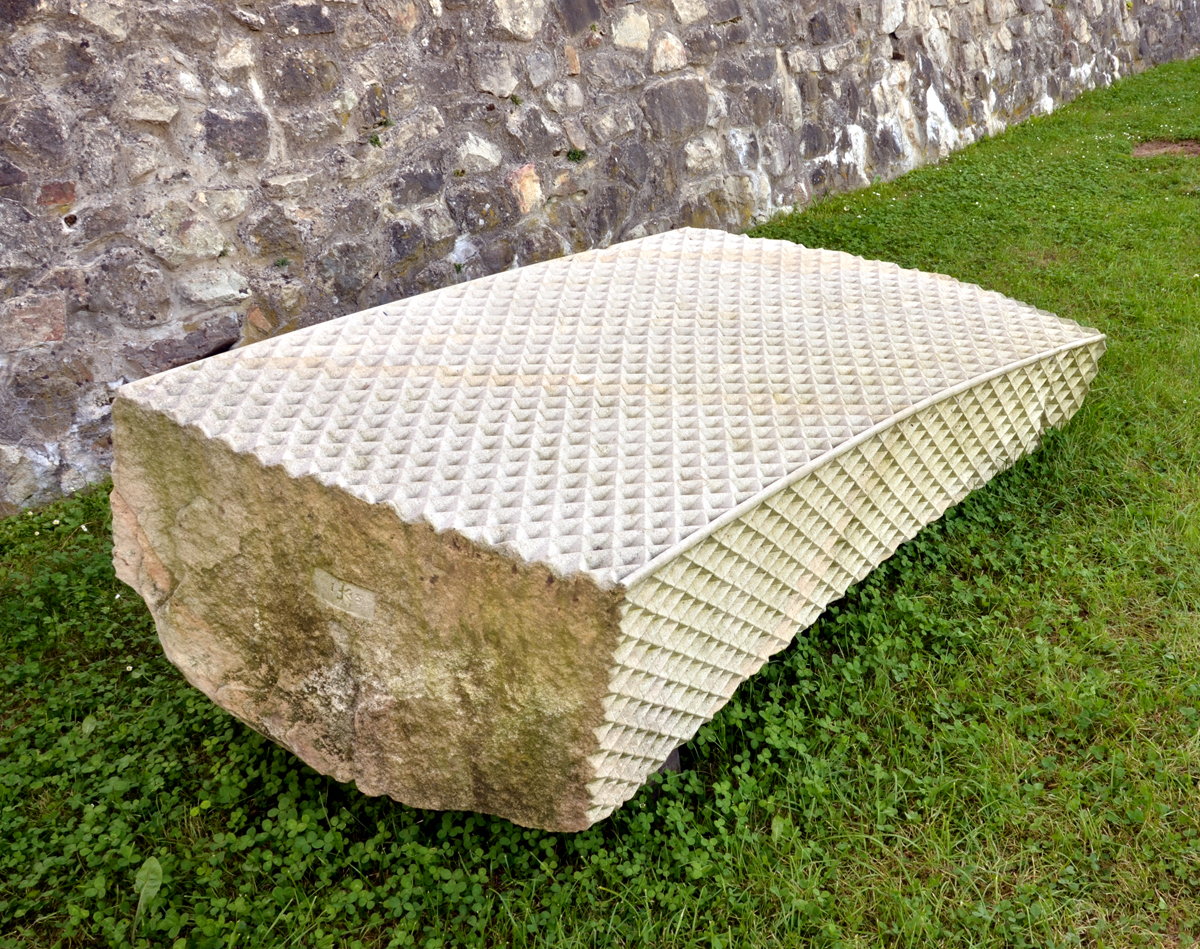
Jiří Kačer, Fragment, pískovec (2015)

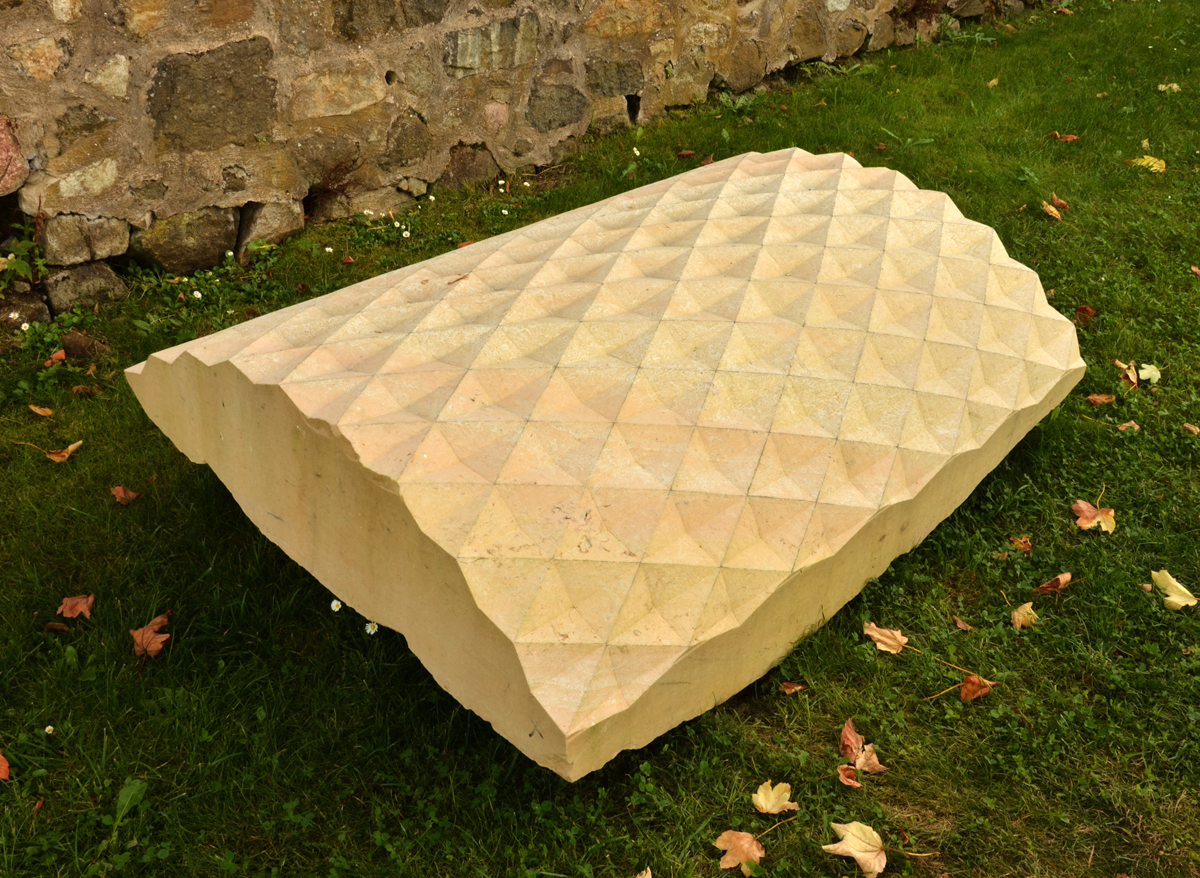
Jiří Kačer, Fragment, pískovec (2016)

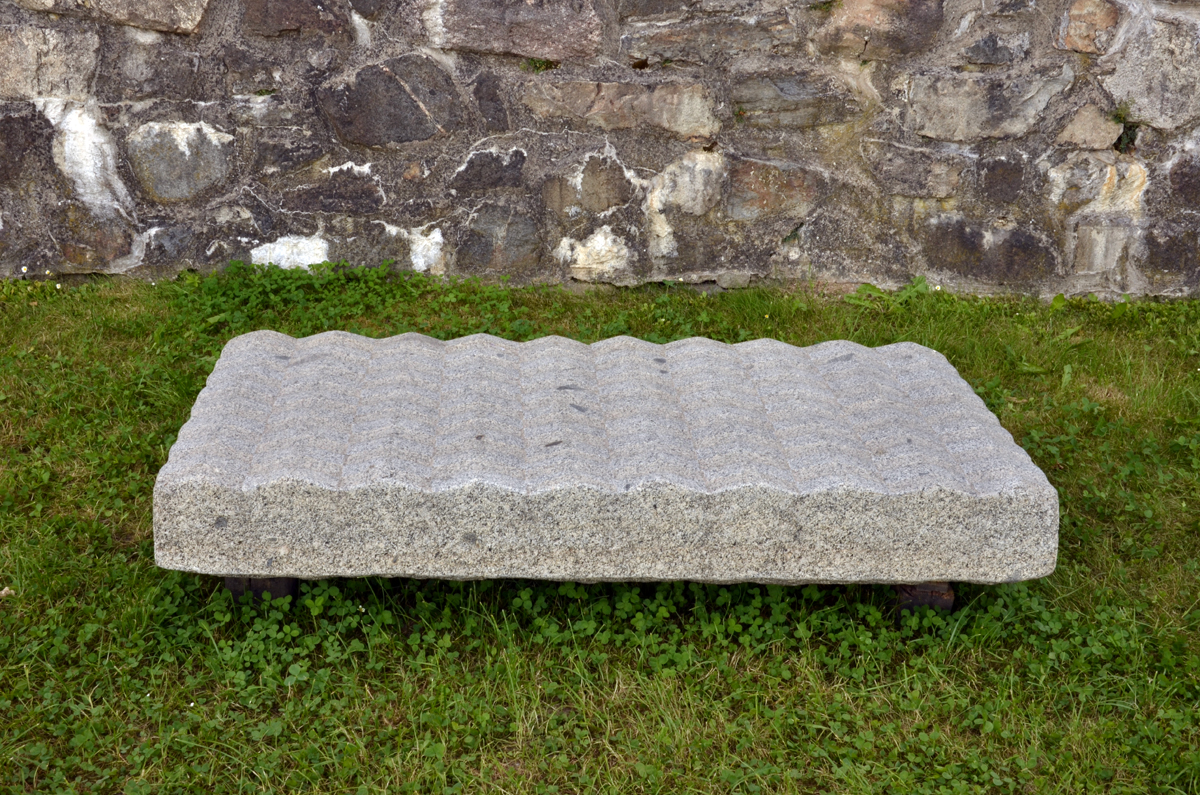
Jiří Kačer, Fragment, žula (2016)

Jako student kamenické školy v Hořicích spolupracoval Jiří Kačer na sochách Jana Hendrycha. V hořické škole se také udržovala silná wagnerovské tradice v zacházení s přírodním tvarem kamene.
Na AVU se zprvu zabýval figurací a hledal inspiraci v dílech představitelů moderního evropského sochařství (Manzú, Marini, Greco) ale též na neoficiálních výstavách dřívějších absolventů Akademie a VŠUP. Jeho první práce ovlivnil Manzú a na přechodnou dobu rovněž představitel pop-artu George Segal (Marcela, 1980–81). Od sádrových odlitků (Záda, 1982, Otisk, 1982) se po ukončení studia vrací k práci v kameni a organizuje sochařská setkání v Přední Kopanině. Jeho reliéfní „otisky“ v kameni (Záda, 1983, opuka) jsou zprvu ještě figurální (Pieta, 1985, pískovec), ale brzy se stávají abstraktními stopami přítomnosti člověka (Otisk, opuka, 1985, pískovec, 1997). Kačerovy sochy respektují přírodní tvar a někdy ho jen zvýrazňují geometrickými liniemi (Fragment, syenit, 1998). Většinou nepřekračují rozměry lidské postavy, ale kameny vztyčené jako stély mají monumentalitu kamenného bloku (Fragment, žula, v. 460 cm, 2004, Hetzmannsdorf, Obelisk, pískovec, v. 500 cm, 2008, Kuks). Od roku 1985 nazývá většinu svých děl Fragmenty.
Fragmenty jsou v Kačerově díle nositelem více významů. Jednak označují kus kamene jako menší část horniny, který si člověk vzal aby ho opracoval. Obvykle je ponechána v přírodním tvaru ta část, kde byl kámen odlomen (Fragment, slivenecký vápenec, 2003). Samotný opracovaný kámen, je téměř vždy něčím, co nemá začátek ani konec, je střední částí dokonalého abstraktního tvaru, který lze extrapolovat oběma směry (Fragment, žula, 2001, slivenecký mramor, 2006).
Fragment je zpracován tak, aby jeho přírodní tvar splýval v měkkých křivkách zdůrazněných podélnými liniemi (Fragment, vápenec, 2011). Někdy sochař vytváří iluzi dmutí nebo rozpínání hmoty a pomocí příčných pasů (Fragment, slivenecký vápenec, 2001), někdy rozmístěných v pravidelných intervalech (Fragment, serpentin, 1999, pískovec, 2001, 2006) její tvar svírá a omezuje. Reliéfní rastr povrchu připomíná přírodní organické struktury (Fragment, pískovec, 1995, serpentin, 2001) nebo jako pravidelný geometrický řád navozuje přísnost architektury (Fragment (lavice), slivenecký vápenec, 2006).
Charakteristickým prvkem sochařovy tvorby je pečlivé zpracování povrchu, které respektuje přírodní barvu a strukturu kamene a zesiluje jejich působení. Kačer se nesnaží „osvobozovat sochu ukrytou uvnitř kamene“ (pokud za takový postup nelze považovat jeho Jádra, 2007), ale při sochařském zpracování vychází vstříc druhu materiálu i jeho tvaru, lámavosti nebo kresbě (Triptych, žula, mramor, 1993). Díky pravidelné účasti na sochařských sympoziích má možnost pracovat s různými druhy kamene a svá díla vytváří s respektem k materiálu tak, aby nenápadně vyzdvihl jeho specifické kvality. Proto někdy ponechává stopy nástroje aby vynikla hrubá struktura (Fragment, žula, 2006), jindy povrch leští pro zvýraznění kresby v kameni (Bloky, žula, 2006).
Zaujetí strukturami povrchu je u Kačera zřejmé i z velkoplošných frotáží, které vystavil roku 2012 v Nové síni v Praze nebo na jeho smaltech (2009).

### Zastoupení ve sbírkách
- Národní galerie v Praze
- Severočeská galerie výtvarného umění v Litoměřicích
- Galerie moderního umění v Hradci Králové
- Rabasova galerie Rakovník
- Ministerstvo kultury České republiky
- Salon de Tokio Gallery, Japonsko
- Soukromé sbírky doma a v zahraničí

### Realizace ve veřejném prostoru
- Otisky, pískovec, 1993, Hořice v Podkrkonoší
- Fragment, žula, 1994, Milevsko
- Otisk, pískovec, 1997, 260 cm, Kolín
- Louskáček, syenit, 1998, Ondřejov
- Fragment, syenit, 1998, Jindřichův Hradec
- Pítko, žula, 2002 (120 cm), Mladá Boleslav
- Monolit, žula, 2004 (460 cm), Hetzmannsdorf
- Fragment, pískovec, 2005 (350 cm), Uherský Brod
- Obelisk, pískovec, 2008, (500 cm), Kuks
- Fragment, pískovec, 2008, (360 cm), Vernéřovice
- Fragment, žula, 2010, Selb, Rakousko
- Socha pro Cheb, 2013, Cheb

### Restaurování a kopie soch
- Sv. Ludmila s malým Václavem (Matyáš Bernard Braun, 1720), Karlův most, Praha kopie Jiří Kačer, Zuzana Kačerová, 1999[4]
- Sousoší sv. Vincence Ferrerského a sv. Prokopa (Ferdinand Maxmilián Brokof, 1712), Karlův most, Praha (2016–)
- Morový sloup ve Znojmě[5]
- Svatý Jan Nepomucký, Kostomlaty nad Labem[6]
- Socha Panny Marie, Morový sloup Nejsvětější Trojice, Malostranské náměstí v Praze (1994–1995)[7]

### Významná díla

#### Sochy
- 1983 Záda, opuka, 90 x 68 cm
- 1985 Otisk, opuka, 84 x 64 cm
- 1985 Otisky, pískovec, 84 x 64 cm
- 1985 Pieta, pískovec, Národní galerie v Praze
- 1985 Fragment, pískovec, 109 x 85 cm
- 1992 Fragment, opuka, železo
- 1993 Triptych, žula, mramor, 112 x 73 cm
- 1994 Diptych, vápenec, 118 x 86 cm
- 1994 Fragment, vápenec, 70 cm
- 1994 Fragment, syenit, 160 cm
- 1995 Fragment, pískovec, 350 cm
- 1998 Fragment, syenit, 170 cm
- 1999 Fragment, slivenecký vápenec
- 1999 Fragment, mramor, 45 cm
- 1999 Fragment, serpentin, 355 cm
- 2000 Fragment (patice), žula
- 2000 Fragment, mramor, 355 cm
- 2000 Fragment, pískovec, 415 cm, SGVU Litoměřice
- 2001 Fragment, serpentin, 96, 114 cm
- 2001 Fragment, žula, 280 x 220cm
- 2001 Fragment, slivenecký mramor, 165 cm
- 2001 Fragment, slivenecký vápenec, 122 cm
- 2001 Trojice (Fragmenty), mrákotínská žula, 3 ks, 136 x 112 cm
- 2001 Fragment, pískovec, 122 cm
- 2001 Fragment, žula,240 cm, 340 cm
- 2001 Fragment, slivenecký vápenec,180 cm
- 2002 Křídla, žula, 105 cm
- 2003 Fragment, slivenecký vápenec,šířka 200 cm
- 2003 Fragment (hlavice sloupu), pískovec,110 cm
- 2004 Loď, žula, 98 cm
- 2005 Fragment, žula, 360 cm, Lavice 180 cm
- 2006 Bloky, žula,85, 105 cm
- 2006 Fragment, slivenecký mramor,(dvojice 170, 143 cm)
- 2006 Fragment, pískovec, 280 cm, 500 cm
- 2006 Fragment, slivenecký mramor, 113 cm, 160 cm
- 2006 Fragment (lavice), slivenecký vápenec, 280 cm
- 2006 Fragment, kararský mramor, 345 cm
- 2006 Fragment, žula, 148 x 77 cm
- 2007 Jádra, žula, 5ks, 85 cm
- 2008 Fragment, žula, 180 cm
- 2008 Fragment, pískovec, 230 cm
- 2008 Stéla, žula, SGVU Litoměřice
- 2009 Fragment, pískovec
- 2009 Smalt, 175cm, 170 cm
- 2010 Smalt, 135 cm
- 2011 Fragment (lavice), vápenec, 130 cm
- 2011 Fragment (stéla), pocta Evě Petrové, vápenec
- 2011 Fragment, vápenec
- 2012 Portál, žula, 190 cm
- 2014 Místo pro leh (Sluneční hora), žula, 260 x 80 x 70 cm
- 2015 Fragment, pískovec, 220 x 105 x 65 cm

#### Smalty a frotáže
- 2009 Sympozium smaltu Vítkovice

### Sochařská sympozia
- 1981–1987 Sochařská setkání, Přední Kopanina, Praha
- 1992 Džbán 1992. Mezinárodní sochařské sympozium, Hředle, Rakovník
- 1993 Mezinárodní sochařské symposium, Hořice
- 1994 Cotangens, Adnet, Rakousko
- 1994 Cotangens, Praha
- 1996 Boháňka, Hořice
- 1998–2001 Kameny a hvězdy, Hvězdárna, Ondřejov
- 1998 Žulové sympozium, Jindřichův Hradec
- 1999 Žulové sympozium, Milevsko
- 1999 Steinbildhauer Symposium, Prägraten, Rakousko
- 2000 Schüttkasten Klement, Rakousko
- 2000 Džbán 2000. Mezinárodní sochařské sympozium, Hředle
- 2001 Kulturní most, Gerlesborg, Švédsko
- 2003 Sochařské setkání "Při zdi 2003", Uherský Brod
- 2003 Cesta mramoru, Dobřichovice
- 2004 Kunstfeld Hetzmannsdorf, Rakousko
- 2005 Sochařské setkání "Při zdi 2005", Uherský Brod
- 2005 Sochařské léto, Milevsko
- 2006 Castellina in Chianti, Itálie

### Výstavy

#### Autorské
- 1991 Jiří Kačer, Ústav makromolekulární chemie (ÚMCH), Praha
- 1991 Jiří Kačer: Plastiky, Galerie R, Praha
- 1992 Jiří Kačer, Galerie plastik, Vrch Gotthard, Hořice
- 1992 Jiří Kačer, Městské kulturní středisko, Třebíč
- 1993 Jiří Kačer: Reliefy a kresby, Galerie Nová síň, Praha
- 1993 Jiří Kačer: Sochy a kresby, Pražská brána, Rakovník
- 1997 Jiří Kačer: Sochy, Dům umění , České Budějovice
- 1997 Jiří Kačer, Galerie Špejchar, Jindřichův Hradec
- 1998 Jiří Kačer: Sochy, Galerie V zahradě, Kolín
- 2001 Jiří Kačer: Kameny, Středočeské muzeum, Roztoky u Prahy
- 2001 Jiné kameny Jiřího Kačera, Městské muzeum, Hořice
- 2002 Jiří Kačer: Skulptury, Míčovna Pražského hradu a Královská zahrada
- 2006 Jiří Kačer: Kameny, Galerie umění Karlovy Vary
- 2007 Jiří Kačer: Skulptury, Galerie Univerzity Pardubice
- 2007 Jiří Kačer, Rabasova galerie, , Rakovník
- 2008 Jiří Kačer: Jádra / Cores, České muzeum výtvarných umění Praha
- 2009 Jiří Kačer: Kameny, Galerie moderního umění v Hradci Králové
- 2010 Jiří Kačer: Kameny / Stones, Galerie města Plzně
- 2012 Jiří Kačer: Rudimenta, Nová síň, Praha
- 2012 Jiří Kačer: Sochy, Severočeská galerie výtvarného umění v Litoměřicích[8]
- 2012 Jiří Kačer: Sedimenty paměti kamene, Galerie výtvarného umění v Mostě
- 2014 Jiří Kačer, Ivan Ouhel, Galerie Zámek Frýštát, Karviná
- 2014 Jiří Kačer, Galerie Magna, Ostrava
- 2015 Jiří Kačer, Zuzana Kačerová, Galerie Otto Gutfreunda, Dvůr Králové
- 2016/2017 Jiří Kačer: Kameny, Tábor[9]

#### Společné výstavy (výběr)
- 1982 - Jiří Kačer: Sochy, Karel Rossí: Obrazy, ÚMCH, Praha
- 1982 - Mladí středočeští výtvarníci, Galerie U Řečických, Praha
- 1986 - Drobná plastika, Galerie Platýz, Praha 1
- 1987 - Rockfest 87, Palác kultury, Praha
- 1987 - Konfrontace VI, Špitálská ulice, Praha
- 1987 - Současná česká medaile a plaketa, Mánes, Praha
- 1988 - Salón pražských výtvarných umělců '88, PKOJF, Praha
- 1988 - Mladí pražští sochaři k jubileu Hany Wichterlové, Galerie Nová síň, Praha
- 1989 - Restaurátorské umění 1948–1988, Mánes, Praha
- 1993 - Výstava současného českého sochařství, Mánes, Praha
- 1993/4 - Příběhy bez konce, Princip série v českém výtvarném umění, Místodržitelský palác, Brno, Palác Kinských, Praha
- 1994 - Socha v kameni (k poctě Josefa Wagnera), Vojanovy sady, Praha
- 1995 - Cotangens, Pražský hrad
- 2000 - Česká kamenná skulptura 90. let, Pražský hrad
- 2002 - III. nový zlínský salon, Zlín
- 2002 - Art Safari 4, Sochařské studio Bubec, Praha
- 2003 - Pučení, Park Podviní, Praha
- 2005 - IV. nový zlínský salon 2005, Dům umění, Zlín
- 2005/06 - Pocta Umělecké besedy Václavu Rabasovi, Rabasova galerie, Rakovník
- 2007 - Členská výstava Umělecké besedy, Muzeum a galerie Orlických hor, Rychnov nad Kněžnou, Novoměstská radnice, Praha, Galerie výtvarného umění v Mostě
- 2007 - Umělecká beseda: Vědomí o člověku, Výstavní síň Masné krámy, Plzeň, Mánes, Praha
- 2007 - Vltavotýnské výtvarné dvorky 2007, Městská galerie Art Club, Týn nad Vltavou
- 2008 - Zrozeno do prostoru, Hrad Sovinec
- 2009 - Věčná pomíjivost, Kostel Zvěstování Panny Marie, Litoměřice
- 2010 - Umělecká beseda: Pocta Bohuslavu Reynkovi, Galerie výtvarného umění v Havlíčkově Brodě
- 2010 - Smalt Art. Krajina, tělo, záření, Nostický palác, Praha
- 2011- Terra (non)firma / (Ne)pevná půda, Galerie Kartografie, Praha
- 2016 - Svatopluk Klimeš, Jiří Kačer, Rabasova galerie Rakovník

#### Katalogy
- Jiří Kačer: Plastiky, 1991, Juříková Magdalena, kat. 4 s., Galerie R, Praha
- Jiří Kačer, 1992, Juříková Magdalena, Kat. 6 s., Galerie plastik, Hořice
- Jiří Kačer: Reliéfy a kresby, 1993, Juříková Magdalena, kat. 16 s., ČFVU, Praha
- Jiné kameny Jiřího Kačera, 2001, Juříková Magdalena, Vanča Jaroslav, kat. 28 s., Městské muzeum, Hořice
- Jiří Kačer: Skulptury, 2007, kat. 6 s., Galerie Univerzity Pardubice
- Jiří Kačer: Jádra / Cores, 2008, Neumann Ivan, kat. 4 s., Gema Art Group, spol. s.r.o., Praha, ISBN 978-80-86087-61-0
- Jiří Kačer: Kameny, 2009, Neumann Ivan, kat. 8 s., Galerie moderního umění v Hradci Králové, ISBN 978-80-85025-81-1
- Jiří Kačer: Rudimenta, 2012, Neumann Ivan, složený list, Galerie Nová síň Praha
- Svatopluk Klimeš, Jiří Kačer, 2016, Vaňous Petr, kat. 12 s., Rabasova galerie Rakovník

#### Monografie
- Ivan Neumann: Jiří Kačer, 100 + 4 s., č, ang. Gema Art Group, spol. s.r.o., Praha, ISBN 80-86087-56-5

#### Články
- Ivan Neumann, Svědkové trvání - sochařská tvorba Jiřího Kačera, Prostor Zlín, Roč.10, č.2 (2003), s.18-21